# کلی ریج (کالیفرنیا)
کلی ریج (به انگلیسی: Kelly Ridge) یک منطقهٔ مسکونی در ایالات متحده آمریکا است که در شهرستان بیوت، کالیفرنیا واقع شده‌است. کلی ریج ۵٫۰۵۴ کیلومتر مربع مساحت و ۲٬۵۴۴ نفر جمعیت دارد و ۳۲۰٫۰۴ متر بالاتر از سطح دریا واقع شده‌است.